# Обчислювальна соціологія
Обчислювальна соціологія — розділ соціології, який використовує інтенсивні обчислення для аналізу та моделювання соціальних явищ. Використовуючи комп’ютерне моделювання, штучний інтелект, складні статистичні методи та аналітичні підходи, такі як аналіз соціальних мереж, комп'ютаційна соціологія розробляє та перевіряє теорії складних соціальних процесів шляхом моделювання соціальних взаємодій знизу вгору.
Вона спрямована на розуміння соціальних агентів, взаємодій між цими агентами та впливу цих взаємодій на соціальне ціле. Попри те, що предмет і методологія наук про суспільство відрізняються від природничих або комп'ютерних наук, деякі підходи, що використовуються в сучасному соціальному моделюванні, походять з таких галузей, як фізика та штучний інтелект. Деякі з підходів, які виникли в цій галузі, були перенесені на природничі науки, наприклад міри центральності мережі — зі сфер аналізу соціальних мереж і науки про мережі.
У відповідній літературі комп'ютаційна соціологія часто пов’язана з вивченням соціальної складності. Поняття, що характеризують соціальну складність, такі як складні системи, нелінійний взаємозв’язок між макро- та мікропроцесами та емерджентність, увійшли до словника комп'ютаційної соціології. Практичним і відомим прикладом цього може слугувати побудова комп'ютаційної моделі у вигляді «штучного суспільства», за допомогою якої дослідники можуть аналізувати структуру соціальної системи.